# أندريا لو
أندريا لو (بالإنجليزية: Andrea Lo)‏ هي سيدة أعمال أمريكية، ولدت في 1986.